# Скляна гармонія
Скляна гармонія — музичний інструмент з групи ідіофонних музичних інструментів. Це поздовжня дерев'яна скринька на чотирьох ногах, всередині якої розміщені кілька десятків хроматично настроєних скляних кілець (чашок-вібраторів різного розміру). Скляні вібратори обертаються за допомогою педальних механізмів. Торкання мокрого пальця викликає вібрування скляного кільця певного розміру і генерує звук потрібної частототи.

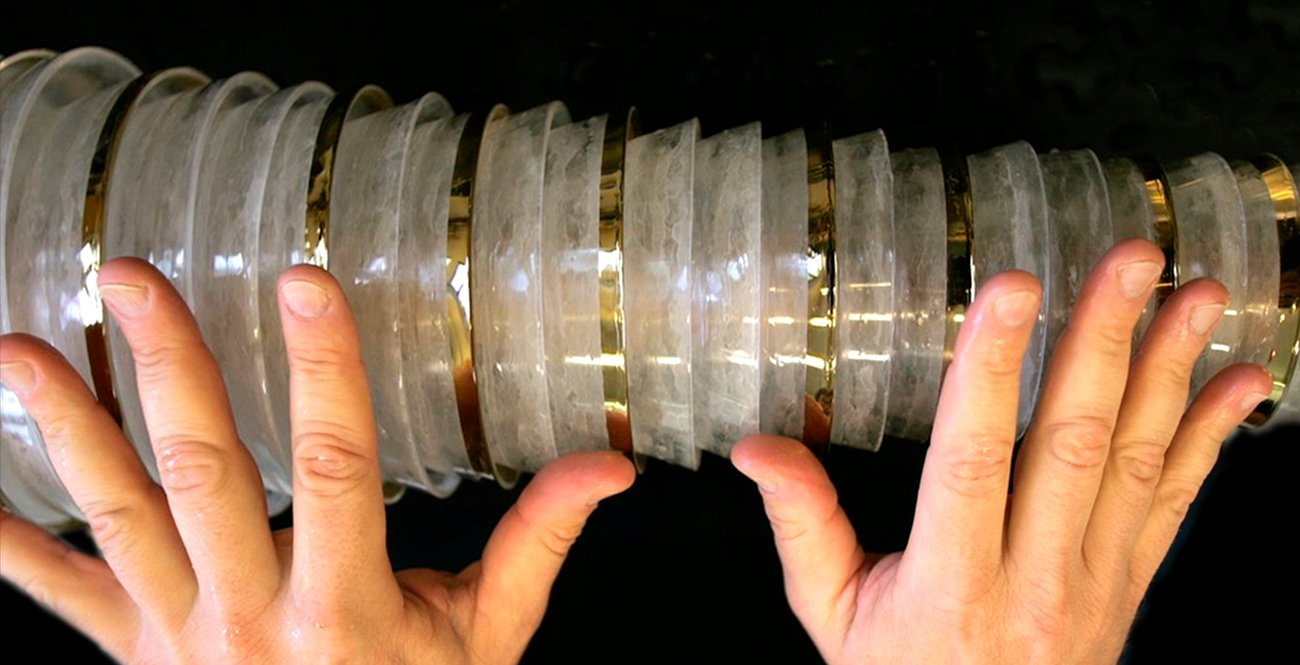

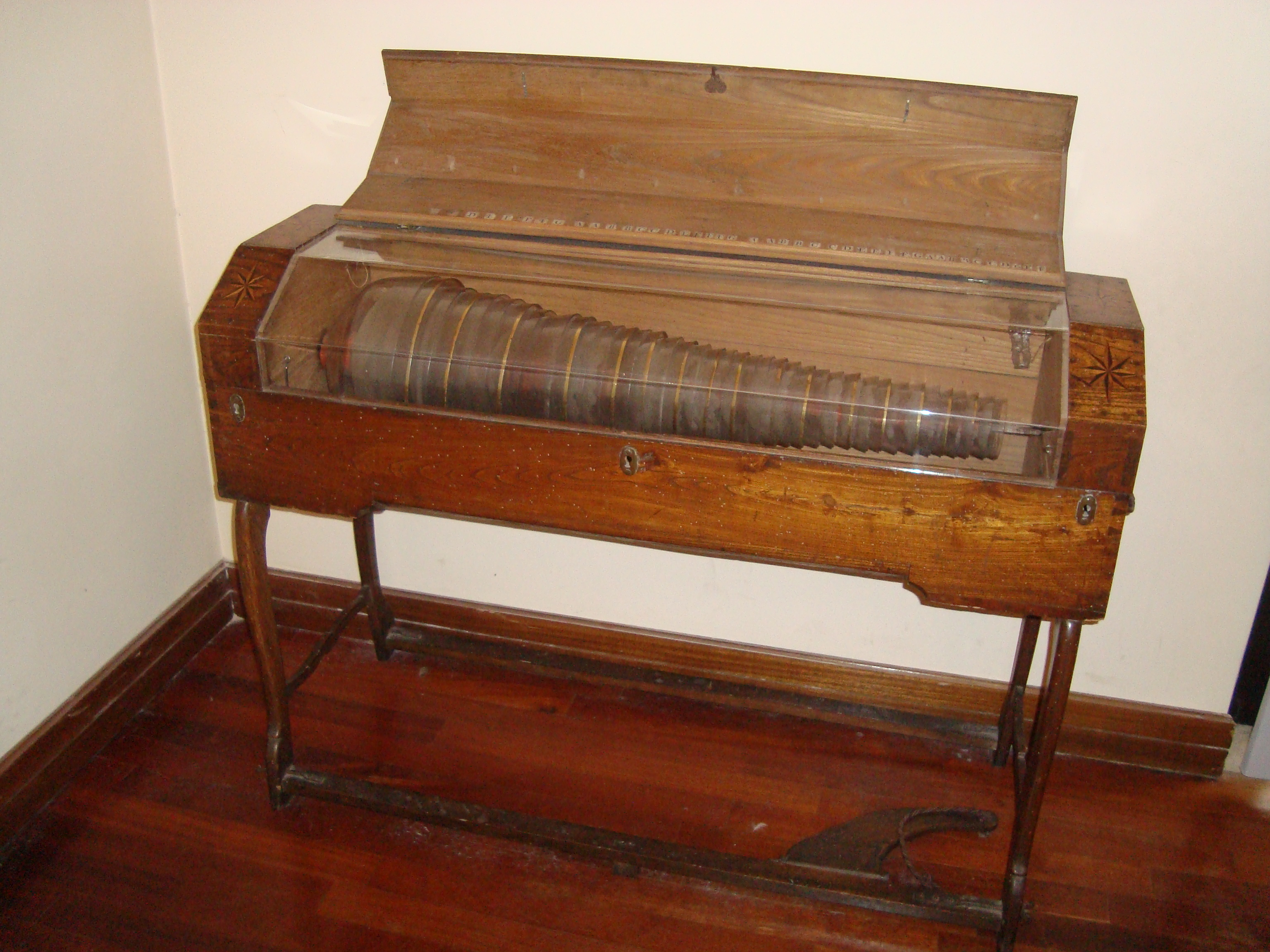
Скляна гармонія кінця ХІХ ст. з музею музичних інструментів у Римі

## Історія скляної гармонії
Відомо, що ще в ІХ столітті грали на келихах частково заповнених водою вдаряючи по них паличками. На початку XVIII століття появилася скляна арфа — набір скляних келихів з водою, на яких грали потираючи їх ободи зволоженими пальцями. У 1744 році ірландець Річард Пакрич зробив тріумфальне турне по всій Англії з новим, удосконаленим інструментом, який він назвав «серафим» або «музичні шкля́нки». Через кілька років в Лондоні граючи на 26 шкля́нках виступив Крістоф-Віллібальд Глюк.
У 1761 році американський фізик Бенджамін Франклін (1706—1790), що перебував у Лондоні, був захоплений грою на серафимі й значно вдосконалив його. Франклін замінив шклянки напівсферичними чашечками, нанизаними на залізний вал, який обертався під дією педалі. Він скріпив скляні півсфери на спільній осі так, що сфери постійно зволожувалися під час обертання. Удосконалений інструмент назвали скляною гармонією, його діапазон охоплював три октави і сексту. У 1791 році Вольфганг Амадей Моцарт написав квінтет для скляної гармонії, флейти, альта, віолончелі та гобоя (К. 617).